# 94-graphe de Thomassen
Le 94-graphe de Thomassen est, en théorie des graphes, un graphe 3-régulier possédant 94 sommets et 141 arêtes.

## Propriétés

### Propriétés générales
Le diamètre du 94-graphe de Thomassen, l'excentricité maximale de ses sommets, est 12, son rayon, l'excentricité minimale de ses sommets, est 9 et sa maille, la longueur de son plus court cycle, est 4. Il s'agit d'un graphe 3-sommet-connexe et d'un graphe 3-arête-connexe, c'est-à-dire qu'il est connexe et que pour le rendre déconnecté il faut le priver au minimum de 3 sommets ou de 3 arêtes.

### Coloration
Le nombre chromatique du 94-graphe de Thomassen est 3. C'est-à-dire qu'il est possible de le colorer avec 3 couleurs de telle façon que deux sommets reliés par une arête soient toujours de couleurs différentes. Ce nombre est minimal.
L'indice chromatique du 94-graphe de Thomassen est 3. Il existe donc une 3-coloration des arêtes du graphe telles que deux arêtes incidentes à un même sommet soient toujours de couleurs différentes. Ce nombre est minimal.